# Reservista

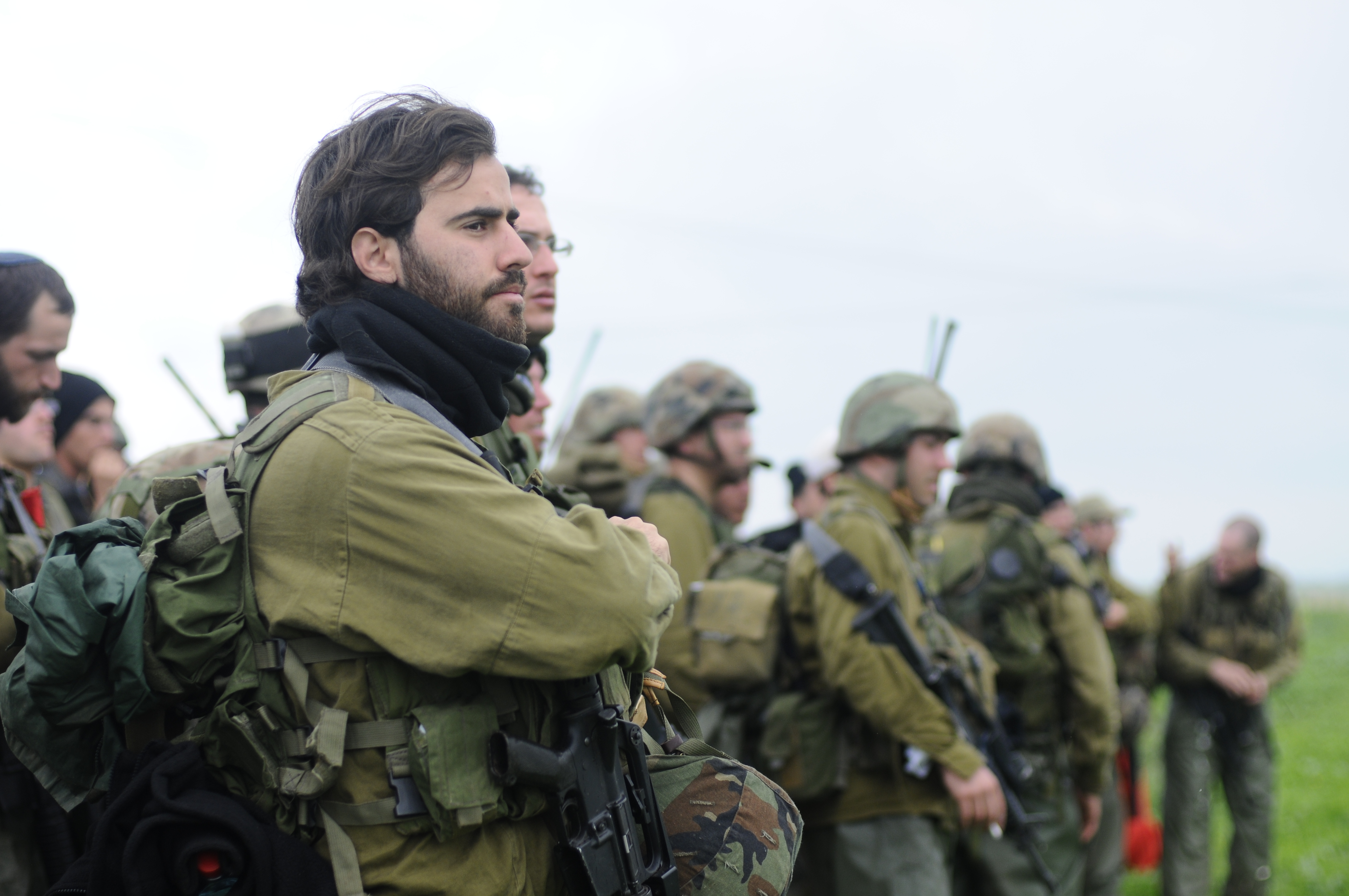
Reservistas israelíes

Un reservista es una persona que pertenece a una unidad o fuerza de reserva militar. Durante tiempo de paz son civiles que desempeñan sus carreras con normalidad al margen militar. Con carácter regular, los reservistas pasan periodos de entrenamiento para mantener o renovar sus habilidades y conocimientos militares. En gran número de países, los reservistas fueron en un pasado miembros en activo de sus fuerzas armadas, y que posteriormente se convirtieron, bien voluntariamente o por obligación legal, en reservistas. En algunos países como Israel, Singapur, Colombia, Serbia, Suiza o Chile; los reservistas son reclutas que son requeridos para entrenarse o para incorporarse a filas cuando es necesario.